# آرسنات مس (II)
آرسنات مس(II) (به انگلیسی: Copper(II) arsenate) با فرمول شیمیایی Cu۳(AsO۴)۲ یک ترکیب شیمیایی با شناسه پاب‌کم ۲۶۰۶۵ است. که جرم مولی آن 468.48 g/mol می‌باشد. شکل ظاهری این ترکیب، پودر آبی یا سبز مایل به آبی است.